# 自由に歩いて愛して
『自由に歩いて愛して』（じゆうにあるいてあいして）は、日本のスーパーグループであるPYGの楽曲。同グループの2枚目のシングルとして、1971年7月21日にポリドール・レコードから発売された。

## 収録曲
| 全作詞: 安井かずみ、全編曲: PYG。 |                            |            |          |      |
| #                                 | タイトル                   | 作詞       | 作曲     | 時間 |
| 1.                                | 「自由に歩いて愛して」     | 安井かずみ | 井上堯之 | 3:09 |
| 2.                                | 「淋しさをわかりかけた時」 | 安井かずみ | 大野克夫 | 3:10 |
| 合計時間:                         | 合計時間:                  | 合計時間:  | 6:19     |      |

## KIX-Sによるカバー
「自由に歩いて愛して」（じゆうにあるいてあいして）は、KIX-Sの8thシングル。1995年8月21日に、アポロン / Dreamixから発売された。

### 音楽性
表題曲の「自由に歩いて愛して」は、TBS系『歌いこみ音楽隊!』のエンディング・テーマに使用された。
カップリングの「Spunky Bop」は、'95北海道の牛乳キャンペーン CFタイアップ曲に使用された。

### 収録曲
| 全編曲: 高橋圭一 & KIX-S。 |                                   |            |           |       |
| #                          | タイトル                          | 作詞       | 作曲      | 時間  |
| 1.                         | 「自由に歩いて愛して」            | 安井かずみ | 井上堯之  | 3:52  |
| 2.                         | 「Spunky Bop」                    | 浜口司     | 安宅美春  | 4:01  |
| 3.                         | 「自由に歩いて愛して」(Vocalless) |            |           | 3:52  |
| 合計時間:                  | 合計時間:                         | 合計時間:  | 合計時間: | 11:45 |